# 1919 (رواية)
1919 هي رواية من تأليف الكاتب المصري أحمد مراد صادرة من دار الشروق لعام 2014. تم تحويلها لاحقاً إلى فيلم سينمائي بعنوان كيرة والجن بطولة كريم عبد العزيز وأحمد عز عرض في عام 2022.

## موضوع الرواية
في رواية 1919، سيختطفك أحمد مراد في آلة زمن، ليهبط بك في حقبة تغلي فيها القاهرة بالأحداث تحدث وثبة زمنية إلي عالم متشابك يمسك المؤلف مقتدرًا بكل مفاتيحه؛ بين سعد زغلول وتعنت البريطانيين، قصة الوفد ومقهى متاتيا وجماعة سرية تعمل تحت مقهى ريش، وعوالم البغاء المقنن. وتظهر شخصيات عديدة سوف تتعاطف معها أو تمقتها، أو تفعل الشيئين بلا تحفظ، بحوار مفعم بالحيوية حتى توشك على سماعه يتردد في أذنك، وتفاصيل تاريخية مضنية ودقيقة.

## كاتب الرواية
أحمد مراد، كاتب ومصور ومصمم جرافيك. من مواليد القاهرة عام 1978م. تخرج من مدرسة «ليسيه الحرية» قبل أن يلتحق بالمعهد العالي للسينما قسم التصوير السينمائي، تخرج عام 2001م ونالت أفلام تخرجه «الهائمون - الثلاث ورقات - وفي اليوم السابع» جوائز للأفلام القصيرة في مهرجانات بإنجلترا وفرنسا وأوكرانيا. صدرت له رواية «فيرتيجو» (2007م)، وتُرجمت الي الإنجليزية والفرنسية والإيطالية وتم تحويلها الي مسلسل عام 2012م. وصدر له رواية «تراب الماس» عن دار الشروق (2010م) التي تُرجمت الي الإيطالية، بالإضافة الي رواية «الفيل الأزرق» (2012م).

## وصلات خارجية
- كتاب 1919 (رواية) على موقع أبجد
- صفحة رواية 1919 على موقع جود ريدز